# Willy Lohmann (Politiker)
Willy Lohmann (* 1. August 1883 in Dohndorf, heute zu Köthen (Anhalt); † 21. September 1945 bei der Lutherstadt Wittenberg) war ein mitteldeutscher Politiker und Beamter der Schulverwaltung.

## Leben
Als Sohn eines Landwirts geboren, arbeitete Lohmann zuerst als Volksschullehrer, um sich ein Hochschulstudium finanzieren zu können. An den Universitäten Tübingen und Brüssel studierte er Französisch, Philosophie, Psychologie, Deutsch und Leibesübungen. Während des Ersten Weltkrieges war Willy Lohmann als Dolmetscher eingesetzt, kehrte jedoch in den Schuldienst zurück. Zunächst war er in einer Bernburger Mittelschule, ab 1918 in einer Köthener Oberschule tätig. Ab 1924 war Lohmann Studiendirektor des der Oberschule angegliederten Lehrer-Seminars.
Auch politisch war Willy Lohmann zu dieser Zeit bereits aktiv. Im anhaltischen Landtag saß er zunächst für die Deutsche Demokratische Partei (DDP), später für die Deutsche Staatspartei (DStP).

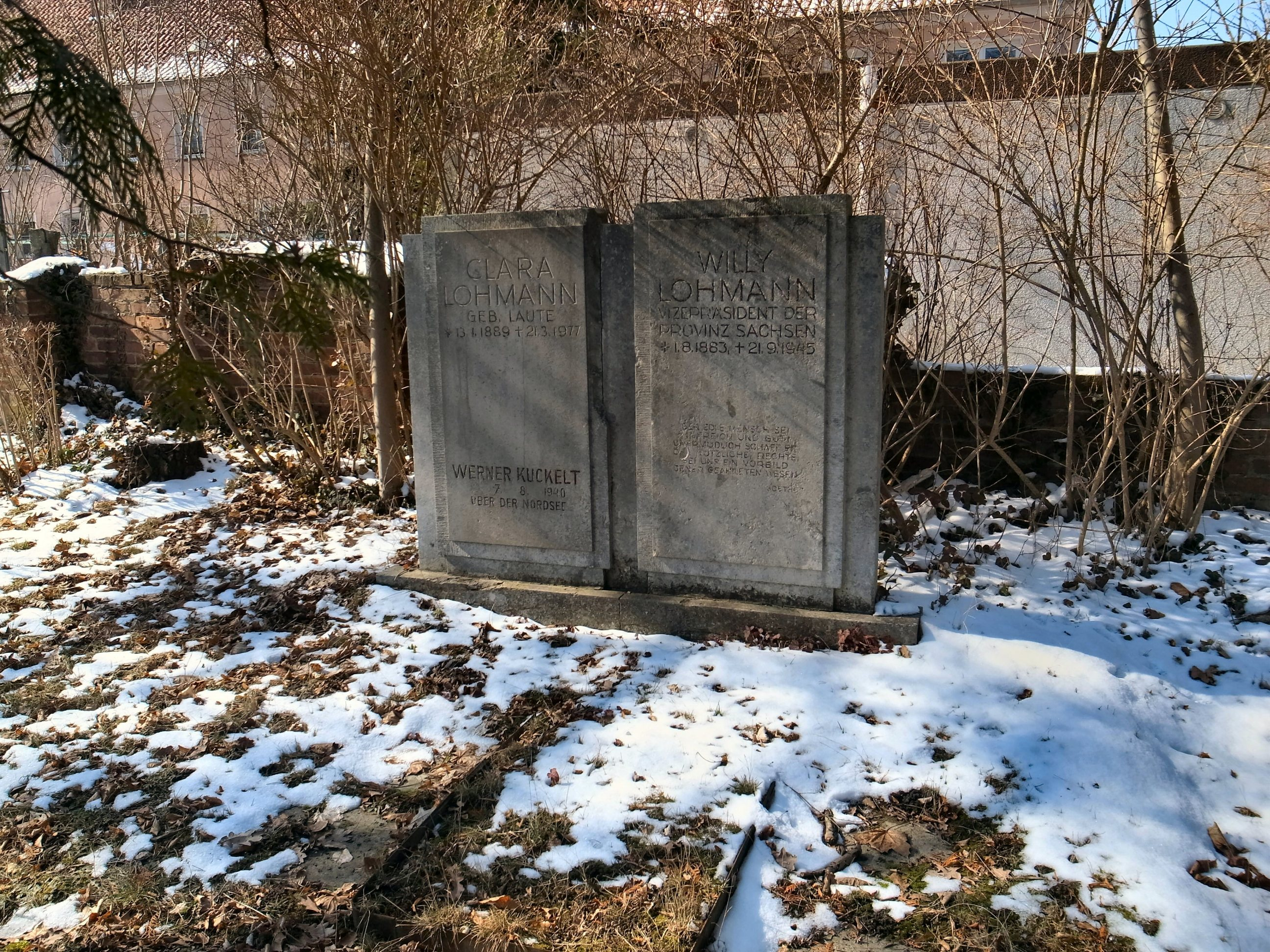
Ruhestätte in Dessau-Ziebigk

Im Juli 1932 wurde Lohmann von den Nationalsozialisten als erster höherer Beamter Deutschlands aus dem Dienst entlassen und nach Dessau strafversetzt. Dort leitete er daraufhin eine Mädchen-Mittelschule und durfte fortan keine Ehrenämter und politischen Funktionen mehr ausüben.
Nach Ende des Zweiten Weltkrieges im Jahr 1945 wurde er zunächst Stadtschulrat in Dessau, wobei er die Verantwortung für alle Lehranstalten der Stadt übertragen bekam. Wenig später ernannte man Willy Lohmann zum Vizepräsidenten der neu gebildeten Provinzialverwaltung. In dieser Position erwarb er sich besondere Verdienste um die Lehrerbildung und die Wiedereröffnung der Universität Halle.
Am Morgen des 21. September 1945 starb Lohmann auf einer Dienstreise nach Berlin bei einem Autounfall in der Nähe der Lutherstadt Wittenberg.

## Würdigung
Der Name Willy Lohmann ist noch heute in Mitteldeutschland häufig anzutreffen. Vor allem Straßen und Schulen in Sachsen-Anhalt wurden dem Politiker gewidmet, so z. B. in Dessau, Halle (Saale), Köthen (seit 1945) und Wittenberg.